# Русаловський Сергій Миколайович
Сергі́й Микола́йович Русало́вський (нар. 29 лютого 1972 — пом. 1 вересня 2014) — солдат Збройних сил України, учасник російсько-української війни.

## Життєпис
Народився 1972 року в селі Турчинівка (Чуднівський район, Житомирська область). Закінчив 8 класів середньої школи села Тютюнники, ПТУ № 30 села Турчинівка Чуднівського району.
Проходив строкову військову службу в лавах Збройних сил.
Призваний за мобілізацією в березні 2014 року. Старший стрілець, заступник командира бойової машини 30-ї окремої механізованої бригади.
Загинув 1 вересня 2014-го в бою біля міста Лутугине.
Залишились мама, дружина та троє дітей — дві доньки (1994 р.н. і 1995 р.н.) й син 2009 р.н., онук 2011 р.н.
Похований у Турчинівці.

## Нагороди та вшанування
За особисту мужність і героїзм, виявлені у захисті державного суверенітету та територіальної цілісності України, вірність військовій присязі під час російсько-української війни, відзначений — нагороджений
- 15 травня 2015 року — орденом «За мужність» III ступеня (посмертно)[1]
- 27 січня 2015 року в селі Тютюнники на будівлі ЗОШ та 4 лютого 2015-го в селі Турчинівка у будівлі ПТУ № 30, де навчався Сергій Русаловський, відкриті меморіальні дошки його честі
- Його портрет розміщений на меморіалі «Стіна пам'яті полеглих за Україну» у Києві: секція 4, ряд 6, місце 10
- Вшановується в меморіальному комплексі «Зала пам'яті», в щоденному ранковому церемоніалі 1 вересня[2]